# جامعة ستيلينبوش
جامعة ستيلينبوش (بالإنجليزية: Stellenbosch University)‏ (وبالأفريقانية: Universiteit van Stellenbosch) هي جامعة جنوب أفريقية عامة بحثية، تقع في مدينة ستيلينبوش بمحافظة كيب الغربية. تأسست الجامعة عام 1866، وبذلك تعتبر من أقدم الجامعات في جنوب أفريقيا إضافةً إلى جامعة كيب تاون. 

## الكليات
- كلية العلوم
- كلية التربية
- كلية الفنون والعلوم الاجتماعية
- كلية العلوم الزراعية
- كلية الهندسة
- كلية الإلهيات
- كلية القانون
- كلية العلوم الصحية
- كلية العلوم العسكرية
- مدرسة إدارة الأعمال

## أساتذة بارزون
- أندريه فان دير ميرفيه: رئيس قسم جراحة المسالك البولية بالجامعة، وصاحب أول عملية اجحة لزرع القضيب.

## وصلات خارجية
- الموقع الرسمي للجامعة